# Петропавловское (Харьковская область)
Петропавловское (укр. Петропавлівське) — село, 
Киселевский сельский совет,
Первомайский район,
Харьковская область.
Село ликвидировано в ? году.

## Географическое положение
Село Петропавловское находится на расстоянии в 3 км от реки Кисель (правый приток).
На расстоянии в 2,5 км расположено село Каменка.

## История
- ? — село ликвидировано.